# 万俟洛
万俟 洛（ぼくき らく、? - 539年頃）は、中国の北魏末から東魏にかけての軍人。字は受洛干。本貫は太平郡。費也頭の出身。

## 経歴
万俟普の子として生まれた。正光5年（524年）、破六韓抜陵が乱を起こすと、万俟洛はこれに従った。のちに父とともに北魏に帰順し、顕武将軍に任じられた。爾朱栄に従って戦功を挙げ、汾州刺史・驃騎将軍に累進した。普泰元年（531年）、高歓が起兵すると、万俟洛は父とともに高歓の礼遇を受けた。撫軍となり、霊州刺史を兼ねた。永熙3年（534年）、孝武帝が関中に入ると、万俟洛はこれに従って尚書左僕射に任じられた。天平3年（536年）、父に従って東魏に帰順し、建昌郡公に封じられ、領軍将軍となった。元象元年（538年）、諸将とともに独孤信を金墉で包囲し、河橋の戦いにも参加して、ともに功績を挙げた。高歓がかれの父の万俟普をとくに礼遇し、自ら万俟普の乗馬を助けたので、万俟洛は死力を尽くして恩義に報いることを決意した。河橋の戦いにおいて、東魏の諸軍が北方に橋を渡ったとき、万俟洛は一軍を率いて動かず、西魏の軍に対して「万俟受洛干ここに在り、来ることができるなら来てみるがいい」と言い放ったので、西魏の軍はおそれて去ったという。高歓は万俟洛の雄壮を讃え、万俟洛の陣営のあった場所を名づけて迴洛城とした。興和初年、死去した。太師・大司馬・録尚書事の位を追贈され、諡を武といった。

## 伝記資料
- 『北斉書』巻27 列伝第19
- 『北史』巻53 列伝第41